# رومر (ساعت‌سازی)
رومر (انگلیسی: Roamer) یک تولیدکننده ساعت‌های لوکس سوئیسی است که اکنون در والباخ، سوئیس مستقر است.